# داريو بوفا
داريو بوفا (بالإيطالية: Dario Bova)‏ هو لاعب كرة قدم إيطالي في مركز الدفاع، ولد في 31 مارس 1984 في كازيرتا في إيطاليا. لعب مع نادي إيمولا ونادي تشيزينا ونادي سودتيرول ونادي لوكيزي ونادي نابولي.